# 叙爵
叙爵（じょしゃく）とは、
- 貴族または華族の爵位に叙すること。
- 古代・中世の日本においては貴族として下限の位階であった従五位下に叙位すること。

を指す。

## 律令国家における叙爵

### 叙爵と加階
"位階を加える"という意味の「加階」と"爵を叙する"という意味の「叙爵」は本来は貴族・官人の位階昇進を意味する同一用語であった。しかし、平安時代中期以降、五位と六位の間の階級間の格差が拡大し、更に六位以下の位階制度が形骸化し始めた。そのため、貴族社会では六位から五位への昇進を重要視するようになり、「叙爵」を六位から五位（従五位下）に昇進する際に限定して呼ぶように変化し、それ以外の位階昇進（従五位上から正五位上、五位から四位への昇進など）を「加階」と呼ぶようになって両者は区別されるようになった。

### 従五位下の位階への叙爵
六位以下あるいは無位の人物が貴族として認められる従五位下に叙せられること（ただし、越階の場合には、叙爵時に従五位上以上の叙位を受ける場合もある）は、古代・中世の朝廷では栄誉なこととされ、従五位下のことを栄爵（えいしゃく）と呼ぶようになり、後に叙爵と栄爵は同じ様な意味として用いられるようになった。
もっとも、12世紀に入って家格と家職が固定されるようになると、六位の諸大夫・地下人・侍の中には五位に上がることで官位相当制に基づいて官職を失うことの方を恐れるようになり、年労や巡爵によって五位に上がれる機会を得ても叙留が得られない場合には却って叙爵されないように働きかけるようになった。

### 寺院及び宮司の特権としての叙爵
毎年、寺院ないし宮司に1人分の叙爵権を付与し、寺院及び宮司は叙爵希望者より叙料を納めさせることで、従五位下に叙爵することができるとされた。当該制度は平安時代初期にはじまったとされる。また、成功によって爵位を受ける場合もあったが、これもあらかじめ成功宣旨を受けるなどの手続上の違いがあるものの、基本的には同一のものである。院や三宮に対して叙料を納めさせる代わりに叙爵する年爵と同じく売位によるものであったが、平安時代末期から鎌倉時代にかけて栄爵・成功による昇叙(加階)が盛んとなった。
叙爵申請者が栄爵に際して納める費用を栄爵仁料、叙爵料といい、その額については、万寿2年(1025年)の『左経記』には700、800石を定法とすることがみられ、弘安10年(1287年)には諸国権守と同様に、最高額の1500疋と定められた。

## 近代国家における叙爵

### 爵位への叙爵
後世において、栄誉ある地位や爵位のこと、あるいは地位の高い爵位の異称として栄爵の語が用いられたり、爵位を授与することを叙爵と称するのはその名残である。
明治政府では、明治17年7月7日、華族に「栄爵」を与える詔勅があり、「叙任」と題して新しく公爵・侯爵・伯爵・子爵の爵位を得た華族や維新の功臣の名簿が公布された（爵位の項、表:「明治17年7月7日の叙勲」を参照）